# Kanton Bazoches-sur-Hoëne
Kanton Bazoches-sur-Hoëne (francouzsky Canton de Bazoches-sur-Hoëne) byl francouzský kanton v departementu Orne v regionu Dolní Normandie. Tvořilo ho 11 obcí. Zrušen byl po reformě kantonů 2014.

## Obce kantonu
- Bazoches-sur-Hoëne
- Boëcé
- Buré
- Champeaux-sur-Sarthe
- Courgeoût
- La Mesnière
- Saint-Aubin-de-Courteraie
- Sainte-Céronne-lès-Mortagne
- Saint-Germain-de-Martigny
- Saint-Ouen-de-Sécherouvre
- Soligny-la-Trappe